# 雙峰 (舊金山)
雙峰是美國加州舊金山約略地理中心位置的兩座丘陵，海拔約925英尺（282）。此處為大衛遜山以外之舊金山最高地點。
「雙峰」亦可指附近的近鄰社區。

## 位置與氣候
雙峰的南、北峰約相隔660英尺（200米）遠，雙峰大道以8字型環繞南、北二峰。以雙峰為界，太平洋冷流造成的雲霧出現在雙峰西側坡，並伴有強風；東側坡則常有陽光，也較溫暖。南、北二峰海拔皆超過900英尺（270）。雙峰上主要是細砂質土壤，易受風化作用影響。

## 歷史

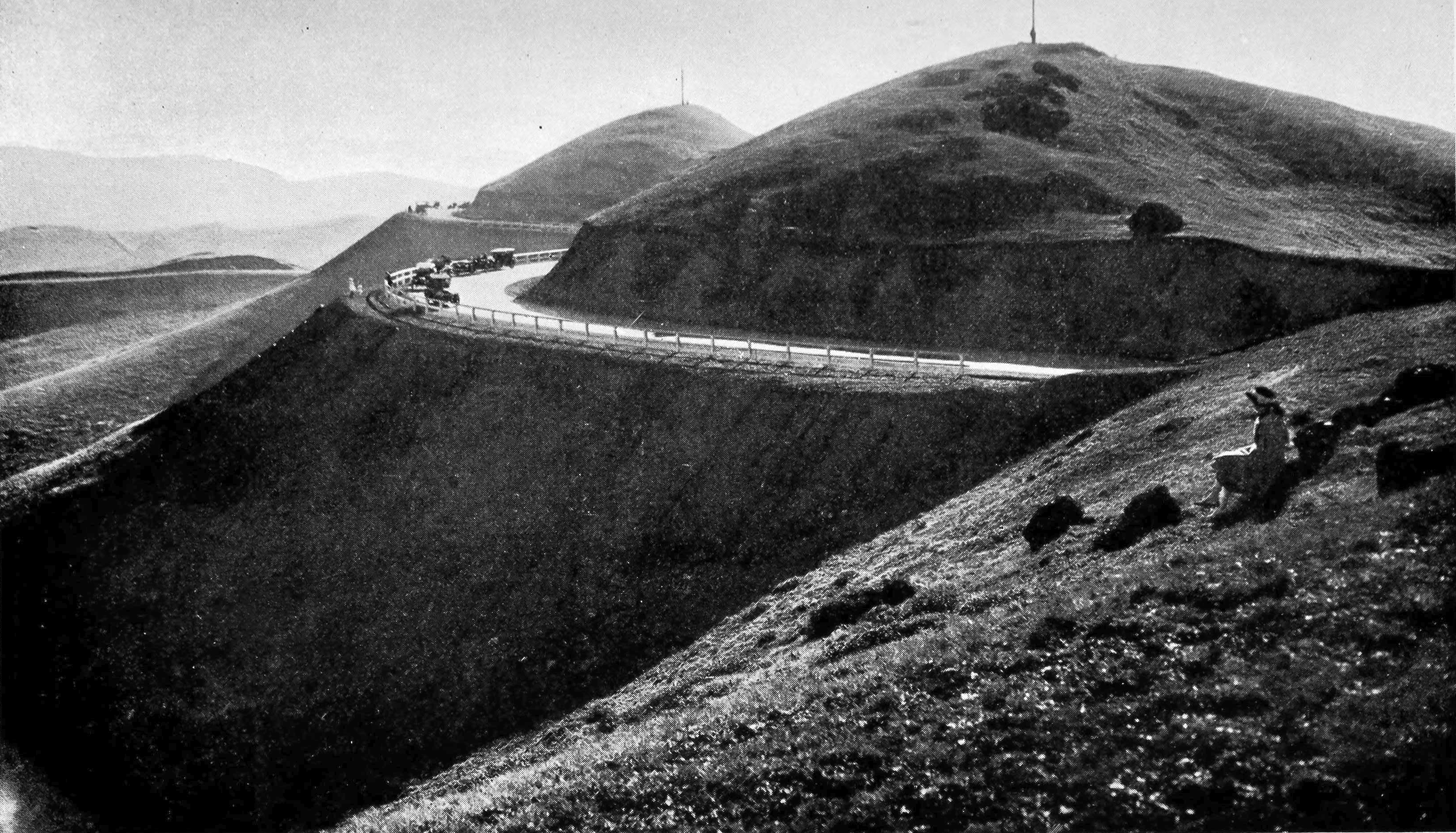
1920年的雙峰大道（Twin Peaks Boulevard）

在歐洲人抵達之前，該地原住民Ohlone族已利用雙峰做為狩獵用的觀測站。雙峰上生態的多樣化，提供了醫療或慶典儀式所需的植物、穀物、漿果。當西班牙殖民者於18世紀抵達時，他們稱此處為"Los Pechos de la Chola"（印第安少女的酥胸），並將此處規劃為放牧用途。在19世紀美國掌控了舊金山之後，此處更名為雙峰。

## 外部連結
- . . United States Geological Survey.   [2010-01-18].
- Coffey, Geoffrey. . San Francisco Chronicle. March 27, 2004  [2022-03-31]. （原始内容存档于2009-04-14）.

Template:舊金山